# Масловский (посёлок)
Масловский — посёлок сельского типа в Зарайском районе Московской области, в составе муниципального образования сельское поселение Гололобовское (до 28 февраля 2005 года был центром Масловского сельского округа).

## Население
| 2002 | 2006  | 2010  |
| ---- | ----- | ----- |
| 1133 | ↗1166 | ↗1187 |

Посёлок, как садоводческий совхоз, был образован в 1930 году. На 2016 год в Масловском пять улиц, посёлок связан автобусным сообщением с райцентром, Рязанью и соседними населёнными пунктами. В Масловском действуют почтовое отделение, амбулатория, средняя школа, Дом культуры, детский сад.

## География
Масловский расположен в 12 км на восток от Зарайска, на безымянном ручье, притоке реки Рудница, высота центра деревни над уровнем моря — 186 м.